# 伊薩克森冰原島峰
74°50′S 73°42′W / 74.833°S 73.700°W
伊薩克森冰原島峰（英語：Isakson Nunatak），是南極洲的冰原島峰，位於帕爾默地，處於克里斯托夫冰原島峰東南面2.4公里，屬於萊昂冰原島峰的一部分，海拔高度1,300米，美國地質調查局根據測量和該國海軍的空中照片繪入地圖，現時由南極條約體系管理。